# Scopula atomaria
Scopula atomaria là một loài bướm đêm trong họ Geometridae.